# Alice Prins
Alice Prins (Amsterdam 28 januari 1896  - Auschwitz, 6 maart 1944) was een Nederlands journaliste en kunstkenner.

## Achtergrond
Alice "Molly" Prins vormde met Greta Prins (Amsterdam, 20 februari 1888 - Eindhoven, 10 september 1981) het nageslacht van kunstenaar Benjamin Prins en Therèse "Rosa" Benari (december 1938). Alice Prins zelf was getrouwd met een advocaat Julius Jacob Keizer en had in Albert Keizer een zoon. Zij woonden enige tijd aan de Lomanstraat 65 en Stadhouderskade 149, Alice Prins en Albert verhuisde in 1940 naar Weteringschans 72. Op 24 juni 1942 hertrouwde ze Salomon Dukker (Amsterdam, 11 juni 1876 – Sobibór, 4 juni 1943). Het huwelijksgeluk was van korte duur. Hij werd omgebracht in Sobibór, zij in concentratiekamp Auschwitz

## Werk
Ze was betrokken bij de organisatie van een te houden tentoonstelling van schildergroep Vlaanderen, geleid door Herman Teirlinck. Het ging om een uitwisselingsprogramma tussen Nederland, dat in Nederland met Arti et Amicitiae zou worden gehouden. Andere betrokkenen waren Johan de Meester (toneel) en Hendrik Wijdeveld (architectuur). Ze was tevens betrokken bij het Nederlands Jeugdtoneel en deed verslag van het vijfde internationale luchtvaartcongres van Schiphol.

### Uitgaven
- Wat niet in de Baedeker staat[3] (versie Amsterdam); samen met A.J.G. Strengholt, waarvan de tweede druk voorzien was van een voorwoord van de Amsterdamse burgemeester Willem de Vlugt; De eerste druk uit 1930 was binnen twee maanden uitverkocht
- twee briefwisselingen met Pierre Henri Ritter en Van Loghum Slaterus